# Legio
Legio är även det latinska namnet på León.
Legio (från latinets legere, 'samla; välja') betyder "i mycket stort antal". Det åsyftade ursprungligen en romersk häravdelning på 4000–6000 man; se romersk legion.
Som ord i svenska språket kommer det från Bibeln, Markusevangeliet 5:9 i äldre översättningar: "Legio är mitt namn, förty vi äro många." I den senaste översättningen står det: "Legion heter jag, för vi är många." Läs mera under legion (demon).
Även en felaktig tolkning förekommer av uttrycket legio, med betydelsen att något är kutym eller praxis.